# 陈霞芬
陈霞芬（英語：Sherry Chen, 1958年—）是一位美籍華人科學家。清华1977级。

## 生平
1958年出生于北京，从小爱好工程学，1982年毕业于清华大学，结婚赴美留学，毕业后归化为美国公民。受僱於美國商務部下屬的國家海洋及大氣管理局。2014年她回中國探親返美後在辦公室內被多名聯邦調查局探員拘捕，被控間諜罪名。

## 事件過程
2014年10月20日，隶属于美国商务部的美国国家海洋和大气管理局员工陈霞芬在办公室内被6名美国联邦调查局探员逮捕。美国司法部随后公开声称，陈霞芬从美国军方的国家大坝统计系统数据库下载敏感文件，涉嫌窃取政府机密数据等8项罪名。美国检方还声称，陈霞芬2014年前往中国探亲，与老同学聚会，老同学中有人在中华人民共和国水利部供职。陈霞芬返回美国后，没有如实说明与水利部官员会面的细节，因此涉嫌虚假声明罪。
2015年3月，美国司法部突然撤诉，原因是检方没有发现任何相关证据。然而在检方撤销指控后，陈霞芬的雇主美国商务部却对她提起指控，并将她解雇，原因和之前美国司法部对她提起诉讼的理由有诸多重合。2017年3月，陈霞芬提出民事诉讼，起诉美国商务部就业歧视。
2018年4月24日，美国绩效系统保护委员会首席行政法官在130多页的决定中裁定，美国商务部没有理由解雇陈霞芬，因此命令商务部恢复陈霞芬的工作，支付她的工资和福利。
2022年11月10日。陈霞芬和美国政府达成庭外和解。美国政府赔偿陈霞芬首付55万美元，外加总额120万美元的10年分期付款。